# 矩陣加法
在數學裡，矩陣加法一般是指兩個矩陣把其相對應元素加在一起的運算。但有另一運算也可以認為是一種矩陣的加法。

## 個別元素相加（減）
通常的矩陣加法被定義在兩個相同大小的矩陣。兩個m×n矩陣A和B的和，標記為A+B，一樣是個m×n矩陣，其內的各元素為其相對應元素相加後的值。例如：
{\displaystyle {\begin{bmatrix}1&3\\1&0\\1&2\end{bmatrix}}+{\begin{bmatrix}0&0\\7&5\\2&1\end{bmatrix}}={\begin{bmatrix}1+0&3+0\\1+7&0+5\\1+2&2+1\end{bmatrix}}={\begin{bmatrix}1&3\\8&5\\3&3\end{bmatrix}}}
也可以做矩陣的減法，只要其大小相同的話。A-B內的各元素為其相對應元素相減後的值，且此矩陣會和A、B有相同大小。例如：
{\displaystyle {\begin{bmatrix}1&3\\1&0\\1&2\end{bmatrix}}-{\begin{bmatrix}0&0\\7&5\\2&1\end{bmatrix}}={\begin{bmatrix}1-0&3-0\\1-7&0-5\\1-2&2-1\end{bmatrix}}={\begin{bmatrix}1&3\\-6&-5\\-1&1\end{bmatrix}}}

## 直和
另一種運算為直和。直和可以由任何一對矩陣形成，其定義為：
{\displaystyle A\oplus B={\begin{bmatrix}A&0\\0&B\end{bmatrix}}={\begin{bmatrix}a_{11}&\cdots &a_{1n}&0&\cdots &0\\\vdots &\ddots &\vdots &\vdots &\ddots &\vdots \\a_{m1}&\cdots &a_{mn}&0&\cdots &0\\0&\cdots &0&b_{11}&\cdots &b_{1q}\\\vdots &\ddots &\vdots &\vdots &\ddots &\vdots \\0&\cdots &0&b_{p1}&\cdots &b_{pq}\end{bmatrix}}}
舉例來說：
{\displaystyle {\begin{bmatrix}1&3&2\\2&3&1\end{bmatrix}}\oplus {\begin{bmatrix}1&6\\0&1\end{bmatrix}}={\begin{bmatrix}1&3&2&0&0\\2&3&1&0&0\\0&0&0&1&6\\0&0&0&0&1\end{bmatrix}}}
注意到这种运算可以给两个图的邻接矩阵取集。
在任兩個向量空間內取定基底，並取兩基底的聯集為向量空間直和的基底，則兩空間上的線性變換的直和可以表成兩矩陣的直和。
一般地，n個矩陣的直和可以寫成：
{\displaystyle \bigoplus _{i=1}^{n}A_{i}={\mbox{diag}}(A_{1},A_{2},A_{3},\ldots ,A_{n})={\begin{bmatrix}A_{1}&&&\\&A_{2}&&\\&&\ddots &\\&&&A_{n}\end{bmatrix}}.}

## 另見
- 矩陣乘法

## 外部連結
- Online matrix addition calculator （页面存档备份，存于）